# Discapseudes
Discapseudes är ett släkte av kräftdjur. Discapseudes ingår i familjen Parapseudidae.
Kladogram enligt Catalogue of Life:
| Discapseudes | \| \| Discapseudes holthuisi \| \| \| \| \| \| Discapseudes surinamensis \| \| \| \| |
|              | \| \| Discapseudes holthuisi \| \| \| \| \| \| Discapseudes surinamensis \| \| \| \| |
|              | Halmyrapseudes                                                                       |
|              |                                                                                      |
|              | Pakistanapseudes                                                                     |
|              |                                                                                      |
|              | Parapseudes                                                                          |
|              |                                                                                      |
|              | Saltipedis                                                                           |
|              |                                                                                      |
|              | Trichapseudes                                                                        |
|              |                                                                                      |
|              | Discapseudes holthuisi                                                               |
|              |                                                                                      |
|              | Discapseudes surinamensis                                                            |
|              |                                                                                      |

|  | Discapseudes holthuisi    |
|  |                           |
|  | Discapseudes surinamensis |
|  |                           |